# احمد الاحمد
احمد الاحمد (انگلیسی: Ahmed Al Ahmed؛ زادهٔ ۱۸ اکتبر ۱۹۹۶) بازیکن فوتبال اهل سوریه است.
از باشگاه‌هایی که در آن بازی کرده‌است می‌توان به باشگاه فوتبال الاتحاد (سوریه) اشاره کرد.
وی همچنین در تیم‌های ملی فوتبال زیر ۲۳ سال سوریه و سوریه بازی کرده‌است.